# Обрешков, Константин
Константи́н Обре́шков (болг. Константин Обрешков; 19 января 1934 — 13 сентября 1981) — болгарский кинорежиссёр и сценарист.

## Биография
Внёс значительный вклад в развитие болгарского научно-популярного кино. Дебютировал в 1966 году («Процессы в трансформаторе»). Член БКП с 1970 года.
Был женат на актрисе Росице Данаиловой.

## Избранная фильмография

### Режиссёр
- 1966 — Процессы в трансформаторе
- 1967 — Изотопы
- 1968 — Четвёртое состояние
- 1968 — Необыкновенная физика
- 1969 — Кусок вечности
- 1970 — Автоматы
- 1970 — С гарпуном и камерой
- 1978 — Чёрные дыры в космосе
- 1980 — Конструкция